# Russische Handelsbank
Die Russische Handelsbank (russisch Рускомбанк/Ruskombank) war die erste in der Russischen Sowjetrepublik neu eingerichtete internationale Bank, der alle gängigen Bankgeschäfte erlaubt waren, einschließlich des Verkehrs in Devisen und Edelmetallen.
Nachdem im Zuge der Neuen Ökonomischen Politik (NEP) unter Grigorij Sokolnikow, dem Volkskommissar für Finanzwesen, die Staatsbank reorganisiert und mit dem Tscherwonez eine stabile Währung eingeführt worden war, wurde in Moskau im Herbst 1922 für Auslandsgeschäfte die Russische Handelsbank mit einem Kapital von 10 Millionen Goldrubeln (5,1 Mio. Dollar) gegründet. Man ernannte den ehemaligen Leiter der Sibirischen Bank in Petrograd, Tarnowski, zum Präsidenten und den schwedischen Bankier Olof Aschberg zum Vorstandsvorsitzenden. Letzterer hatte auch für die Abwicklung russischer Finanzgeschäfte 1920 in Berlin und Kopenhagen Handelskontore eröffnet, wovon das in Berlin gelegene nun in die Garantie- und Kreditbank für den Osten umgewandelt wurde, die in Deutschland auch die Vertretung der Russischen Handelsbank übernahm. Außerdem Vertreterin der russischen Staatsbank, sollte sie u. a. bis zu 80 % die Beleihung einer internationalen Arbeiteranleihe übernehmen, was wegen der mitunter nachteiligen Auswirkungen des eingeplanten Propagandaeffekts aber in größerem Umfang unterblieb.
In der Folge der Erlangung der Genehmigung vom Dezember 1923 zur Eröffnung einer Exportbank, schlug das Volkskommissariat für Außenhandel vor, die Russische Handelsbank in eine spezielle Außenhandelsbank umzuwandeln. Dies geschah am 7. April 1924, sie wurde zur Außenhandelsbank der UdSSR (Wneschtorgbank), aus der 1988 die Wneschekonombank hervorging.